# Alyeska Pipeline Service Company
La Alyeska Pipeline Service Company est un consortium regroupant les entreprises pétrolières exploitant l'oléoduc trans-Alaska.

## Organisation

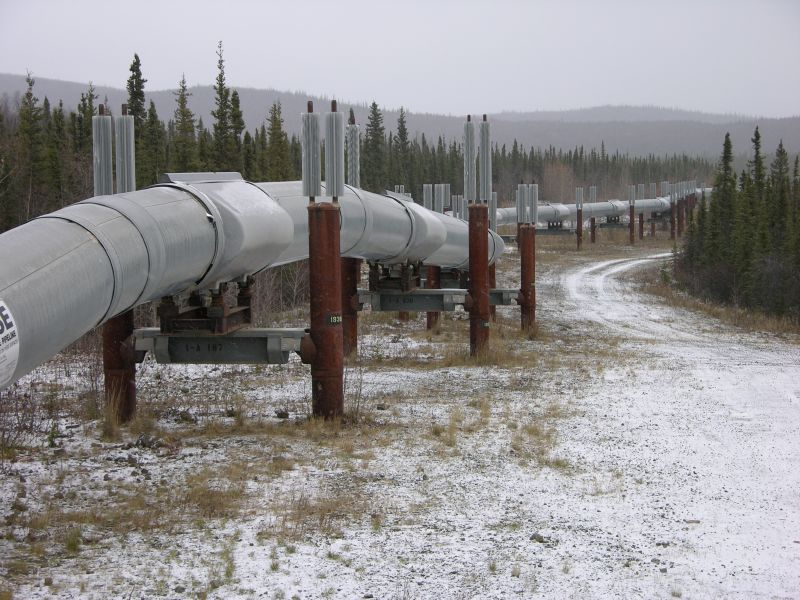
L'oléoduc trans-Alaska exploité par Alyeska.

Alyeska est détenue à 48,44 % par BP, 29,20 % par ConocoPhillips, 20.99% par ExxonMobil et 1.35 % Unocal.